# Kanopolis (Kansas)
Kanopolis es una ciudad ubicada en el condado de Ellsworth en el estado estadounidense de Kansas. En el año 2010 tenía una población de 492 habitantes y una densidad poblacional de 158,71 personas por km².

## Geografía
Kanopolis se encuentra ubicada en las coordenadas 38°42′35″N 98°9′25″O / 38.70972, -98.15694 (38.709707, -98.157020).

## Demografía
Según la Oficina del Censo en 2000 los ingresos medios por hogar en la localidad eran de $31,413 y los ingresos medios por familia eran $39,531. Los hombres tenían unos ingresos medios de $30,170 frente a los $21,250 para las mujeres. La renta per cápita para la localidad era de $16,161. Alrededor del 6.9% de la población estaban por debajo del umbral de pobreza.